# Spilotes pullatus
Caninana (Spilotes pullatus) é uma serpente da família Colubridae, característica da América Central e América do Sul, que também ocorre em Trinidad e Tobago. A caninana pode atingir cerca de 2,5 metros de comprimento e é bastante rápida e ágil. Apesar da fama de ser uma cobra brava, a caninana está longe de ser perigosa. Ela geralmente é mansa, podendo fugir quando avistada. Ela pode até morder, mas não é peçonhenta. Alimenta-se principalmente de roedores arborícolas e pequenas cobras. É conhecida também como cainana, arabóia, cobra-tigre, iacaninã, jacaninã.[carece de fontes?]

## Significado da nomenclatura
O nome popular caninana vem do tupi antigo kaninana. O jesuíta Fernão Cardim a descreve como uma serpente que ocorre em quase todo o Brasil, que sobe em árvores e se alimenta de pequenas rãs e lagartos. O Vocabulário da Língua Brasilica, antigo dicionário tupi, por sua vez, a calssifica entre as cobras corais.
No português brasileiro, caninana passou a significar também uma pessoa ruim, de gênio difícil.
Já o taxon que especifica a espécie, "pullatus", vem do latim que significa "vestido em vestes escuras", devido a sua cor escurecida.

## Características

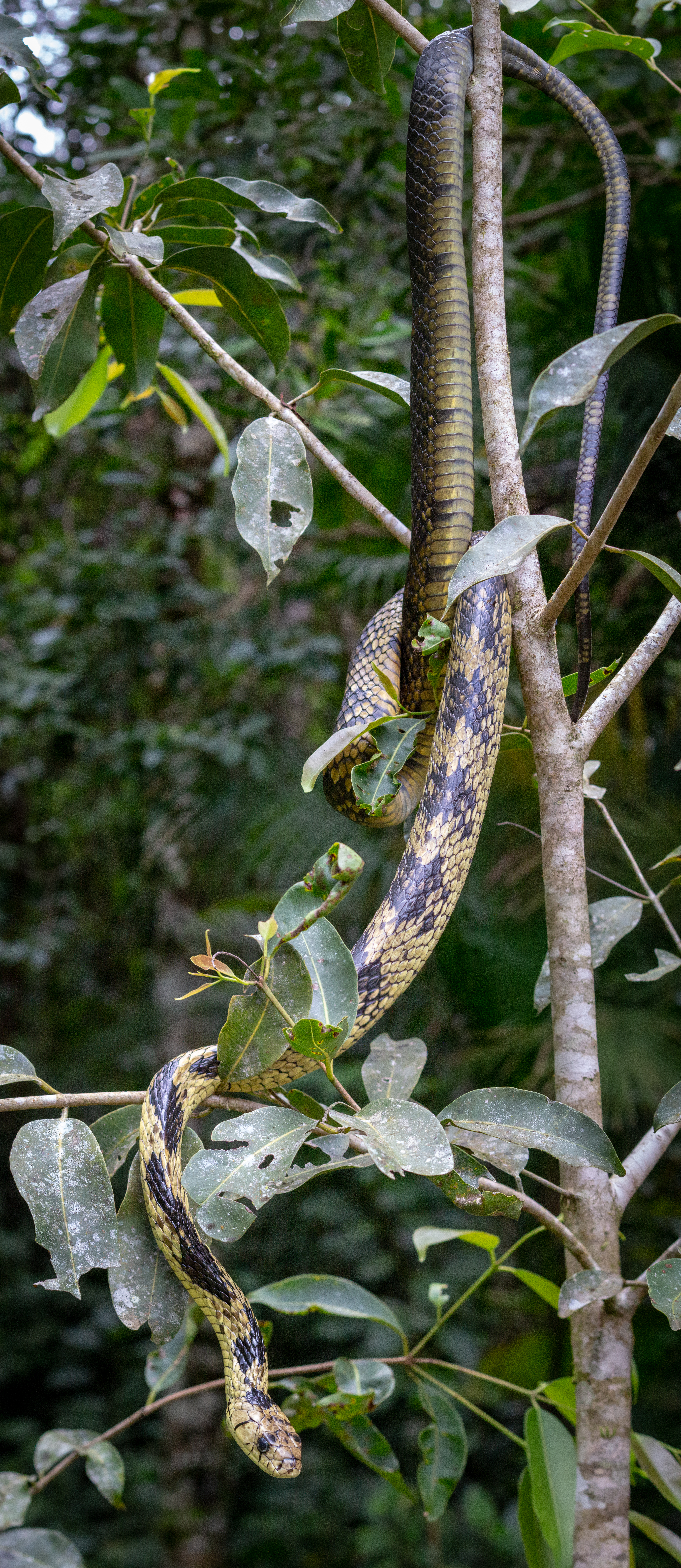
Caninana em árvore no PETAR

Essa espécie possui a cor da pele amarelada com grandes manchas pretas, que o torna muito apreciada por fotógrafos e fãs de animais. Pode atingir um tamanho de 2,5 metros de comprimento, e possui uma dentição áglifa, que não possui presas inoculadoras de veneno, o que faz dessa espécie não peçonhenta. Ela também possui um caráter solitário, ou seja, é bem improvável que se encontre um ninho de serpente dessa espécie.

## Hábitos e comportamentos alimentares
Essa serpente possui um hábito semi arborícola, noturno, e alimenta de animais pequenos como sapos, lagartos e anfíbios em geral. Na presença humana tem o costume de fugir, entretanto possui caráter agressivo atacando animais maiores e mais fortes por sistema de defesa. Quando importunada infla o pescoço, arma o bote e ataca o oponente mordendo-o.
Sua característica principal é a agilidade, ela tem a capacidade de alcançar uma distancia de um metro em milésimos de segundos, o que facilita na captura de presas ágeis como ratos e aves. Além de possuir grande precisão, no momento do bote só pula no momento que há certeza, o que torna muito difícil a perda de uma presa.

## Reprodução
Essa espécie é ovípara, põe em media cerca de 15 ovos em locais escondidos da terra, sendo que quase todos nascem. Além disso por possuir uma caráter solitário ela não choca os ovos, apenas os põe e sai de perto, e geralmente põe seus ovos em períodos chuvosos.

## Distribuição e habitat

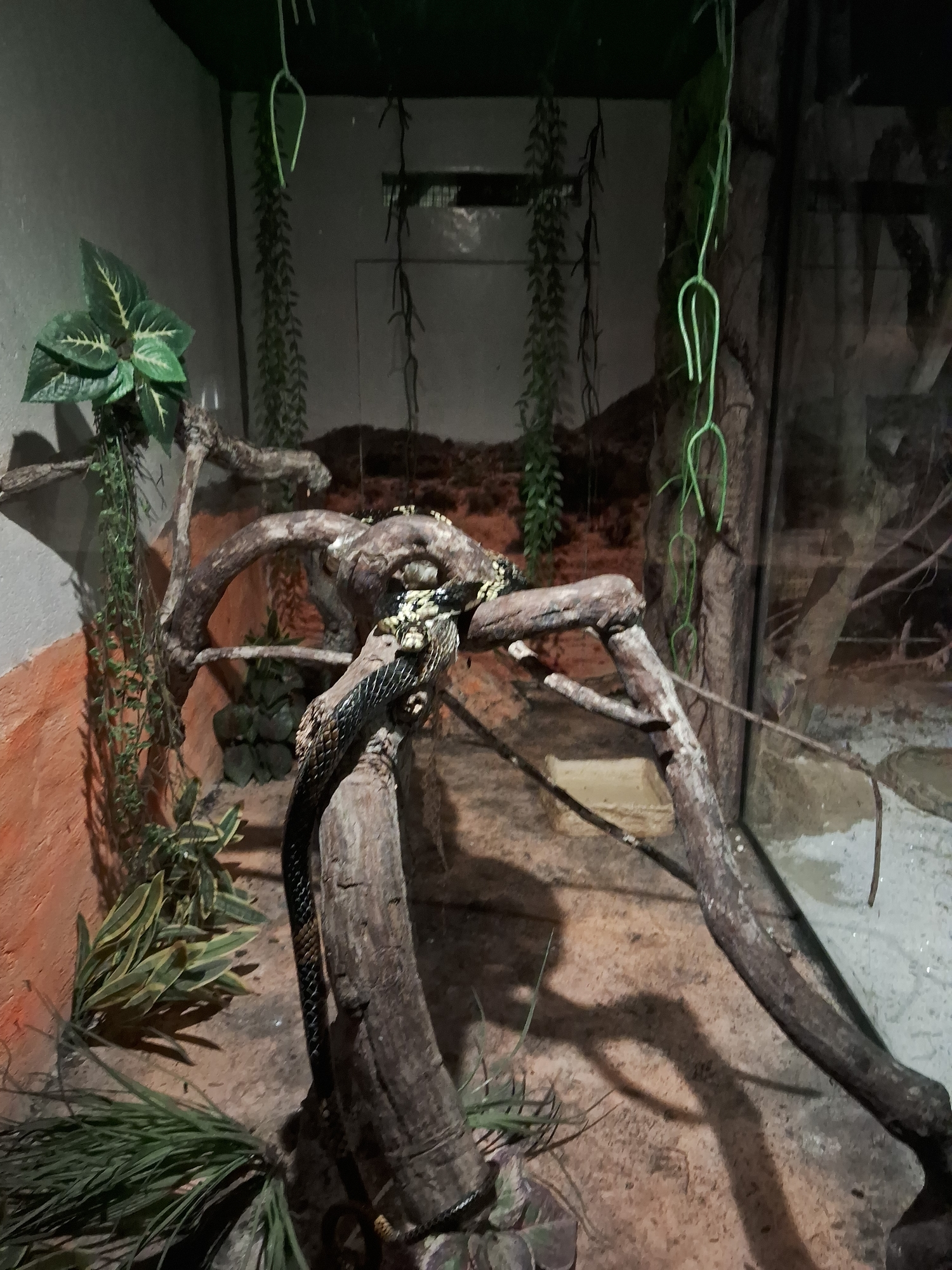
Canina em cativeiro em um zoológico

A distribuição dessa espécie se estende por quase toda América central e latina. No Brasil ela pode ser vista do litoral nordestino ao Amazonas, principalmente nos estados (Rio Grande do Sul, Goiás, Pará, Sergipe, Ceará, Piauí, Minas Gerais, Rio de Janeiro, Espírito Santo, Pernambuco, Paraíba, Paraná).
Apesar de ter uma ampla distribuição sua predominação é climas amenos,apesar de não ser uma cobra de deserto, mas também pode viver em lugares aonde está a época de chuvas, ex: na época do inverno, em que há muitas chuvas. Entretanto essa serpente pode viver em locais de matas e água, para se manter longe de seus predadores. Além disso ela tem habilidade pra mudar de ambiente sempre que possível.

## Na cultura popular
A temática da cobra fez parte da apresentação do Boi Garantido no Festival Folclórico de Parintins em 2022 com o tema “Amazônia do Povo Vermelho” com a música"Quando Honorato Lutou com Caninana."
É tema, também, de canção do grupo Mestre Ambrósio, com título de "Caninana". 